# La Reina de Saba (Goldmark)
La Reina de Saba (título original en alemán, Die Königin von Saba) es una ópera en cuatro actos con música de Károly Goldmark y libreto de Salomon Mosenthal. Se estrenó el 10 de marzo de 1875 en el Hofoper de Viena. La versión revisada fue dirigida por Gustav Mahler en Viena el año 1901.
Es una ópera poco representada en la actualidad; en las estadísticas de Operabase aparece con sólo una representación en el período 2005-2010.

## Personajes
| Personaje                        | Tesitura     | Reparto del estreno 10 de marzo de 1875 |
| -------------------------------- | ------------ | --------------------------------------- |
| Assad, general israelí           | tenor        | Gustav Walter                           |
| Rey Salomón, rey de Israel       | barítono     | Johann Nepomuk Beck                     |
| Reina de Saba                    | mezzosoprano | Amalie Materna                          |
| Sulamit, hija del Gran Sacerdote | soprano      | Marie Wilt                              |
| Astarot, confidente de la Reina  | soprano      | Hermine von Siegstädt                   |
| Baal-Hanan, ministro israelita   | barítono     | Theodor Lay                             |
| Gran Sacerdote                   | bajo         | Hans von Rokitansky                     |
| Guardián del Templo de Jerusalén | bajo         | Hans von Rokitansky                     |